# Max Woosnam
Max Woosnam, właśc. Maxwell Woosnam (ur. 6 września 1892 w Liverpoolu, zm. 14 lipca 1965 w Londynie) – brytyjski sportowiec, medalista olimpijski w tenisie oraz reprezentant Anglii w piłce nożnej.

## Tenis
Na Letnich Igrzyskach Olimpijskich 1920 zdobył złoty medal w grze podwójnej, występując w parze z Oswaldem Turnbullem. Wywalczył również srebrny medal w grze mieszanej, grając z Kathleen McKane. W grze pojedynczej odpadł w drugiej rundzie.
Na Letnich Igrzyskach Olimpijskich 1924 w grze pojedynczej dotarł do trzeciej rundy, natomiast w grze podwójnej odpadł w pierwszej rundzie.
W 1921 został mistrzem Wimbledonu w grze podwójnej, grając w parze z Randolphem Lycettem.

## Piłka nożna
W barwach Chelsea i Manchesteru City rozegrał 89 spotkań i zdobył trzy bramki w Division One. Zadebiutował w tych rozgrywkach jako zawodnik Chelsea, 31 marca 1914 w wygranym 1:0 meczu z Derby County. Swoją pierwszą bramkę w Division One zdobył natomiast w barwach Manchesteru City, 19 listopada 1921 w wygranym 6:1 spotkaniu z West Bromwich Albion.
W reprezentacji Anglii wystąpił jeden raz, 13 marca 1922 w wygranym 1:0 meczu British Home Championship z Walią i był wówczas kapitanem swojej drużyny.